# Mosfora silvestrii
Mosfora silvestrii is een hooiwagen uit de familie Epedanidae. De originele naamcombinatie (protoniem) was Takaoia silvestrii Roewer, 1927. Een volgende naamrecombinatie werd gepubliceerd als Mosfora silvestrii (Roewer, 1927) in Roewer, 1938.
Een naamrecombinatie in sommige online bronnen was opnieuw als Takaoia silvestrii, maar blijkbaar niet overgenomen in taxonomische publicaties.